# Гіпероператор
Гіпероператор — нескінченна послідовність арифметичних операцій, що починається з унарної операції наступний елемент, а далі бінарні операції додавання, множення, піднесення до степеня, тетрація, пентація, …
{\displaystyle (~S,\;+,\;\times ,\;\uparrow ,\;\uparrow \uparrow ,\;\dots ,\;\uparrow ^{n-2})}
Був запропонований англійським математиком Рубеном Гудштейном 1947 року. 

## Визначення
Послідовність гіпероперацій  — послідовність бінарних операцій {\displaystyle H_{n}:\mathbb {N} \times \mathbb {N} \rightarrow \mathbb {N} } з індексом {\displaystyle n\in \mathbb {N} } визначається рекурсивно:
{\displaystyle H_{n}(a,b)={\begin{cases}b+1&n=0\\a&n=1,b=0\\0&n=2,b=0\\1&n\geq 3,b=0\\H_{n-1}{\big (}a,\,H_{n}(a,b-1){\big )}&\end{cases}}}
Ця рекурсивна формула узагальнює послідовність формул:
{\displaystyle ~H_{0}(a,b)=1+b=1+(1+(b-1)}  (наступний елемент),
{\displaystyle ~H_{1}(a,b)=a+b=1+(a+(b-1)} (додавання),
{\displaystyle ~H_{2}(a,b)=a\times b=a+(a\times (b-1))} (множення),
{\displaystyle ~H_{3}(a,b)=a^{b}=a\times (a^{(b-1)})} (піднесення до степеня),
{\displaystyle ~H_{4}(a,b)=\;^{b}a} (тетрація)
{\displaystyle ~H_{5}(a,b)=\;_{b}a} (пентація)

## Позначення
| Назва                | Позначення для {\displaystyle ~H_{n}(a,b)}                                       |
| -------------------- | -------------------------------------------------------------------------------- |
| нотація Кнута        | {\displaystyle ~a\uparrow ^{n-2}b}                                               |
| нотація Конвея       | {\displaystyle ~a\rightarrow b\rightarrow (n-2)}                                 |
| позначення Гудштейна | {\displaystyle ~G(n,a,b)}                                                        |
|                      | {\displaystyle ~{\mbox{hyper}}(a,n,b)}                                           |
|                      | {\displaystyle ~a\otimes ^{n}b}                                                  |
|                      | {\displaystyle a{\,{\begin{array}{\|c\|}\hline {\!n\!}\\\hline \end{array}}\,}b} |
|                      | {\displaystyle ~a{}^{(n)}b}                                                      |
|                      | {\displaystyle ~a{}_{(n)}b}                                                      |
|                      | {\displaystyle ~a[n]b}                                                           |